# Saint-Sulpice (Mayenne)
Saint-Sulpice ist eine Ortschaft und eine Commune déléguée in der französischen Gemeinde La Roche-Neuville mit 227 Einwohnern (Stand: 1. Januar 2022) im Département Mayenne in der Region Pays de la Loire. Die Einwohner der Gemeinde werden Saint-Sulpiciens genannt.
Die Gemeinde Saint-Sulpice wurde am 1. Januar 2019 mit Loigné-sur-Mayenne zur Commune nouvelle La Roche-Neuville zusammengeschlossen. Sie hat seither den Status einer Commune déléguée. Die Gemeinde Saint-Sulpice gehörte zum Arrondissement Château-Gontier und zum Kanton Azé.

## Geographie
Saint-Sulpice liegt etwa 24 Kilometer südsüdöstlich von Laval. Der Fluss Mayenne begrenzt die Commune déléguée im Osten. Umgeben wurde die Gemeinde Saint-Sulpice von den Nachbargemeinden Houssay im Norden und Westen, Villiers-Charlemagne im Norden und Osten, Fromentières im Südosten sowie Loigné-sur-Mayenne im Süden.

## Bevölkerungsentwicklung
| Einwohner                  | 292 | 275 | 200 | 182 | 137 | 188 | 215 | 245 |
| Quellen: Cassini und INSEE |     |     |     |     |     |     |     |     |

## Sehenswürdigkeiten
- Kirche Saint-Sulpice
- Schloss La Rongère, seit 1991 Monument historique

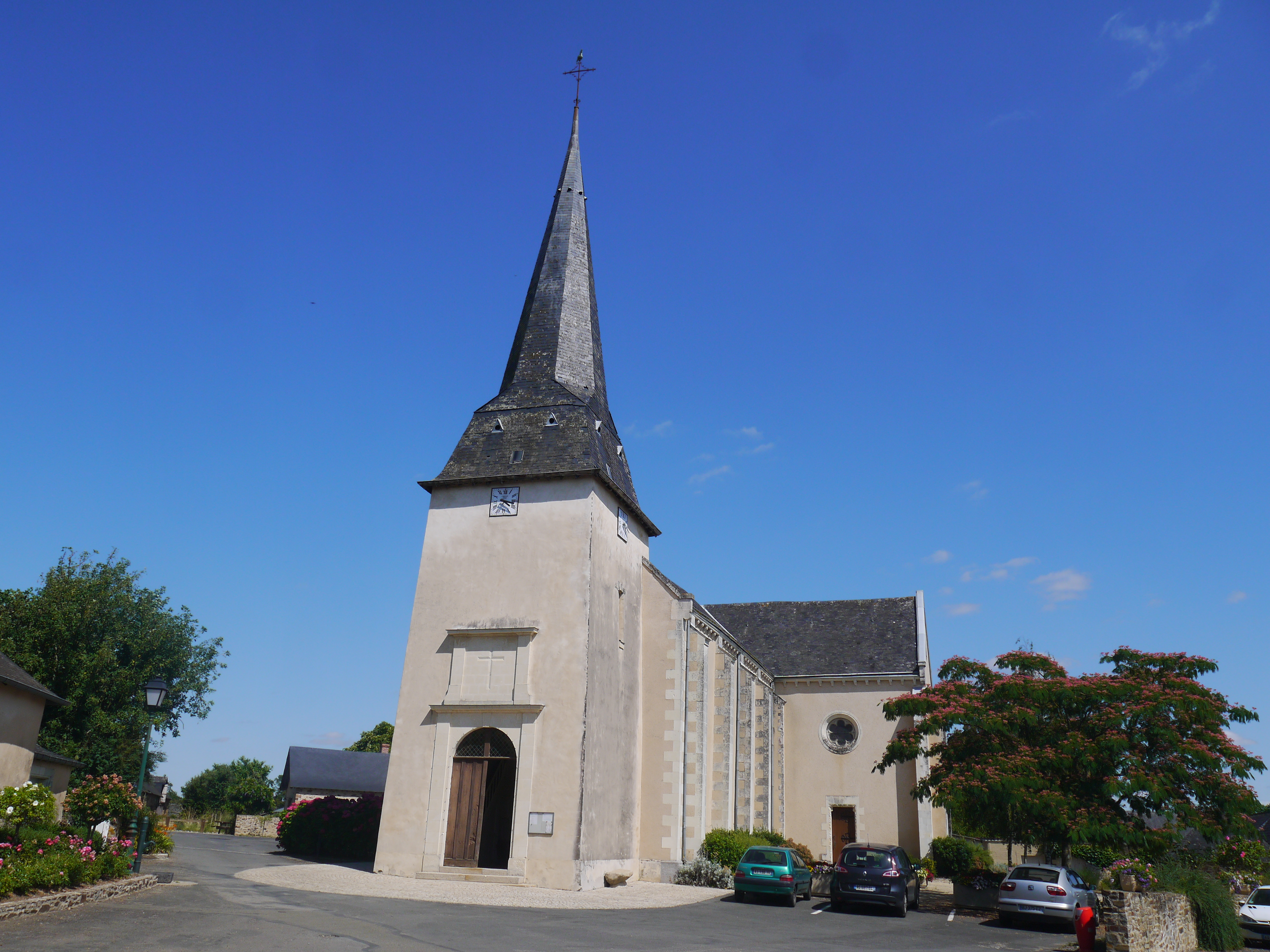
Kirche Saint-Sulpice
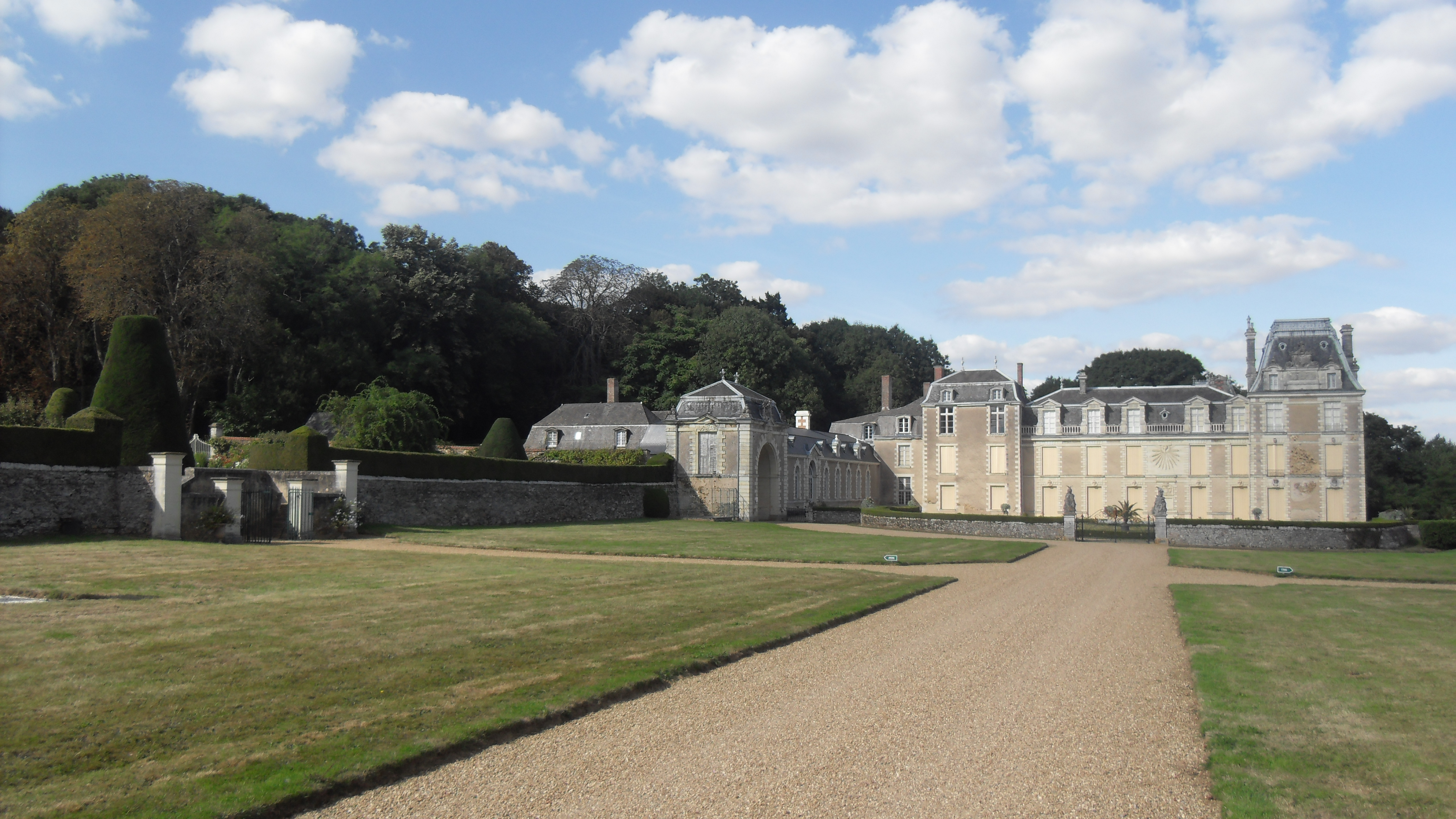
Schloss La Rongère